# Donald A. Carson
Donald Arthur Carson (* 21. Dezember 1946 in Montreal) ist ein kanadischer calvinistischer Theologe und Professor für Neues Testament an der Trinity Evangelical Divinity School in Deerfield bei Chicago.

## Leben
Carson ist ein Sohn des Pastors Thomas Donald McMillan Carson und der Bibellehrerin Elizabeth Margaret Maybury. Er wuchs im kanadischen Drummondville auf, er besuchte die McGill-Universität in Montreal und machte 1967 seinen Bachelor in Chemie und Mathematik. Er studierte am Central Baptist Seminary in Toronto weiter, wo er seinen Master in Theologie erhielt. 1975 promovierte er an der Cambridge University mit einer Arbeit unter dem Titel Souveränität Gottes und menschliche Verantwortung.

## Wirken
Carson arbeitete 1970–1972 als Pfarrer bei der Richmond Baptist Church in Richmond, British Columbia. Seinen Doktortitel im Neuen Testament bekam er 1975 von der Universität von Cambridge, seine Doktorarbeit wurde betreut von Barnabas Lindar. Nach seiner Promotion ging er für drei Jahre an die Northwest Baptist Theological College in Vancouver, und 1976 war er Gründungsdekan des Seminars. 1978 wurde Carson Mitglied der Fakultät des Trinity Evangelical Divinity School in Deerfield bei Chicago, wo er als Forschungsprofessor arbeitet. Jedes dritte Jahr dient speziell der Forschung und der Publikation. Er ist ein neutestamentlicher Wissenschaftler, der die Bibel als Ganzes betrachten will und teilweise auch neue Methoden eingeführt hat. Als Pastor kümmert er sich um die praktischen Folgerungen seiner biblisch-theologischen Lehre, und als Schriftsteller pflegt er einen klaren und verständlichen Stil.
2005 gründete Carson zusammen mit dem New Yorker Pastor Timothy Keller The Gospel Coalition TGC (deutsch: Die Evangeliumskoalition), deren Präsident er wurde. Sie hat das Ziel, evangelikale Kirchen besser zu vernetzen und im gemeinsamen Auftritt zu stärken. Im Vorstand sind 55 namhafte amerikanische Pastoren wie Erwin Lutzer und John Piper vertreten, die meist calvinistischen Hintergrund haben. Eine bessere Zusammenarbeit wird mittels Webauftritt, Konferenzen, Publikationen, Projekte und Initiativen angestrebt, eine eigene Website wurde bereits 2007 aufgeschaltet.
Carson sprach auch auf der Hong Kong Bibel Konferenz 2012 über das alttestamentliche Buch Nehemia und die Auswirkungen der Reformation.

## Ehrungen
Sein Buch The Gagging of God: Christianity Confronts Pluralism. (deutsch: Der mundtot gemachte Gott: Christentum gegen Pluralismus. 1996, ISBN 0-310-24286-X) gewann 1997 den ECPA Christian Book Award für die Kategorie Theologie und Lehre.

## Familie
Carson ist seit 1975 mit Joy Wheildon verheiratet, sie haben zwei Kinder und wohnen in Libertyville bei Chicago.

## Werk
Als Forschungsprofessor ist Carson sehr produktiv und hat über sechzig Bücher und 250 theologische Artikel geschrieben, die auch in andere Sprachen, vor allem ins Chinesische übersetzt wurden. Er gab Bibelkommentare heraus und schrieb zum Matthäusevangelium, Johannesevangelium und zu Teilen des 1. Korintherbriefs. Als calvinistisch geprägter Theologe hat er weitere Bücher über verschiedene Themen wie das Gebet, Leiden, den freien Willen und die Vorherbestimmung verfasst.

### Schriften (Auswahl)
- The Sermon on the Mount, Baker, Ada 1978.
- Exegetical Fallacies, Baker, Ada 1984.
  - Stolpersteine der Schriftauslegung. Wie man sorgfältig und korrekt mit der Bibel umgeht, Betanien, Oerlinghausen 2007. 2. Auflage 2011, ISBN 978-3-935558-79-2.
- Matthew, Zondervan, Grand Rapids 1984.
- From Triumphalism to Maturity, Baker, Ada 1984.
- Showing the Spirit, Baker, Ada 1987.
- How Long, O Lord? Reflections on Suffering and Evil, Baker, Ada 1990.
  - Ach Herr, wie lange noch? Gedanken über das Leiden und andere Nöte, Esras.net 2. Auflage 2009, ISBN 978-3-905899-00-9.
- The Gospel According to John, Eerdmans, Grand Rapids 1991.
- Mit Douglas J. Moo: An Introduction to the New Testament, Zondervan, Grand Rapids 1991.
  - Einleitung in das Neue Testament, Brunnen, Gießen 2010, ISBN 978-3-7655-9541-7.
- A Call to Spiritual Reformation, Baker, Ada 1992.
  - Lernen, zu beten. Geistliche Erneuerung durch Gebet, 3L, Waldems 2012.
- The Gagging of God: Christianity Confronts Pluralism, Zondervan, Grand Rapids 1996.
  - Die intolerante Toleranz, 3L, Waldems 2014, ISBN 978-3-941988-56-9.
- Becoming Conversant with the Emerging Church, Zondervan, Grand Rapids 2005.
  - Die Emerging Church. Abschied von der biblischen Lehre? Christliche Literatur-Verbreitung, Bielefeld 2008, ISBN 978-3-89397-989-9.
- New Testament Commentary Survey, Baker, Ada 2006.
- Die komplexe Lehre von der Liebe Gottes, Solid Rock Verlag, 2022, ISBN 978-3-982-28858-1.

### Herausgeberschaften
- It Is Written: Scripture Citing Scripture, Cambridge University Press, Cambridge 1988.
- Scripture and Truth, Baker, Ada 1992.
- Biblical Greek Language and Linguistics, Sheffield Academic Press, Sheffield 1993.
- mit John Woodbridge: Letters Along the Way, Crossway, 1993.
- God and Culture, Eerdmans, Grand Rapids 1993.
- New Studies in Biblical Theology, InterVarsity Press (IVP).
- The Gospel According to John: An Introduction and Commentary, in: Pillar New Testament Commentary, Eerdmans, Grand Rapids 1991, ISBN 0-802-83683-6.
- Studies in Biblical Greek, Peter Lang.
- mit Brian J. Tabb: The Gospel and the Modern World: A Theological Vision for the Church, 2022.

### Audio
- Vorträge von Carson auf www.theoblog.de (englisch).
- Carson erklärt das Evangelium auf youtube (englisch).